# スリランカ人民党
スリランカ人民党（スリランカじんみんとう、シンハラ語: Sri Lanka Mahajana Pakshaya、英: Sri Lanka People's Party）は、スリランカの政党。ヴィジャヤ・クマーラトゥンガが1984年に設立。1985年から1990年までは後に大統領となるチャンドリカ・クマーラトゥンガが率いていた。
2004年4月2日に行われた選挙では統一人民自由同盟に参加、同連合は全体で225議席中105議席を獲得した。